# Obroatis signata
Obroatis signata är en fjärilsart som beskrevs av Butler 1879. Obroatis signata ingår i släktet Obroatis och familjen nattflyn. Inga underarter finns listade i Catalogue of Life.